# Universiteit van São Paulo
De Universiteit van São Paulo (Portugees: Universidade de São Paulo, USP) is een openbare universiteit gevestigd in de Braziliaanse stad São Paulo en zes nabijgelegen steden.
USP is de grootste en meest vooraanstaande universiteit van Brazilië. In een ranglijst van Braziliaanse universiteiten uit 2013 staat de universiteit op de eerste plaats gemeten naar de kwaliteit van zowel het onderwijs als het onderzoek. De universiteit is de hoogstgeplaatste universiteit van Zuid-Amerika in zowel de Shanghai-ranglijst (2013) als de Times Higher Education World University Rankings (2013-2014). In de QS World University Rankings van 2014 staat USP op de tweede plaats in Latijns-Amerika.
USP heeft zo'n 90.000 studenten en biedt 249 bachelor- en 239 masteropleidingen in een reeks verschillende vakgebieden. De universiteit is verspreid over 11 campussen, waaronder vier in São Paulo, twee in São Carlos en vijf in andere steden in de staat São Paulo. De universiteit omvat ook vier ziekenhuizen en beheert vier musea, waaronder het Museu de Arte Contemporânea da Universidade de São Paulo voor moderne kunst.

## Geschiedenis
De universiteit werd gevestigd in 1934 door een reeks bestaande onderzoeks- en onderwijsinstellingen samen te voegen, waaronder een school voor rechten uit 1827. Om de nieuwe universiteit vorm te geven, werd een aantal prominente academici uit het buitenland aangetrokken. Deze kwamen vooral uit Frankrijk, bijvoorbeeld Claude Lévi-Strauss en Fernand Braudel. In 1944 werd een academisch ziekenhuis geopend.
Tijdens de militaire dictatuur in de jaren 1970 en 1980 werd een aantal vooraanstaande academici ontslagen. Sommigen werden opgepakt en zelfs gemarteld, en velen ontvluchtten het land.

## Musea
- Museu de Arte Contemporânea
- Museu de Arqueologia e Etnologia
- Museu de Ciências
- Museu de Zoologia
- Museu Paulista (Museu do Ipiranga)

## Bekende personen

### Studenten
- Aziz Nacib Ab'Sáber, geograaf, geoloog, ecoloog, archeoloog en milieuactivist
- Chico Buarque, zanger, componist en schrijver
- Fernando Henrique Cardoso, president van Brazilië (1995-2003)
- Lygia Fagundes Telles, schrijver
- Warwick Estevam Kerr, geneticus, onderzoeker naar de genetica van bijen
- César Lattes, natuurkundige, een van de ontdekkers van de pion
- Fernando Meirelles, filmregisseur
- Matheus Nachtergaele, acteur en regisseur
- Nelson Pereira dos Santos, filmregisseur
- Jânio Quadros, president van Brazilië (1961)
- Sebastião Salgado, fotograaf
- Mário Schenberg, natuurkundige en schrijver
- José Graziano da Silva, directeur-generaal van de Voedsel- en Landbouworganisatie (2012-2015)
- Sylvia Steiner, rechter van het Internationaal Strafhof
- Jayme Tiomno, experimenteel en theoretisch nucleair natuurkundige

### Faculteitsleden
- Aziz Nacib Ab'Sáber, geograaf, geoloog, ecoloog, archeoloog en milieuactivist
- Fernand Braudel, Frans historicus
- David Bohm, Brits-Amerikaans natuurkundige
- Fernando Henrique Cardoso, president van Brazilië (1995-2003)
- Jean Dieudonné, Frans wiskundige
- Vilém Flusser, filosoof en schrijver
- Mozart Camargo Guarnieri, componist en dirigent
- Warwick Estevam Kerr, geneticus, onderzoeker naar de genetica van bijen
- César Lattes, natuurkundige, een van de ontdekkers van de pion
- Claude Lévi-Strauss, Frans antropoloog
- Giuseppe Occhialini, Italiaans natuurkundige, een van de ontdekkers van de pion
- Giuseppe Ungaretti, Italiaans dichter
- Jean-Pierre Vernant, Frans historicus en antropoloog